# Gärdsbodammen
Gärdsbodammen är en sjö i Hjo kommun i Västergötland och ingår i Motala ströms huvudavrinningsområde. Sjön har en area på 0,0747 kvadratkilometer och ligger 144 meter över havet.

## Delavrinningsområde
Gärdsbodammen ingår i det delavrinningsområde (647590-141573) som SMHI kallar för Rinner till 648861-144785. Avrinningsområdets medelhöjd är 136 meter över havet och ytan är 55,55 kvadratkilometer. Det finns inga delavrinningsområden uppströms utan avrinningsområdet är högsta punkten. Delavrinningsområdets utflöde Motala Ström mynnar i havet. Delavrinningsområdet består mestadels av skog (43 procent), öppen mark (14 procent) och jordbruk (32 procent). Avrinningsområdet har 0,69 kvadratkilometer vattenytor vilket ger det en sjöprocent på 0,7 procent. Bebyggelsen i området täcker en yta av 1,61 kvadratkilometer eller 2 procent av avrinningsområdet.